# Король Нестор Едуардович
У Вікіпедії є статті про інших людей з прізвищем Король
Нестор Едуардович Король (англ. Nestor E. Korol; 27 жовтня 1897 — 26 листопада 1987, Річмонд, США) — український письменник, агроном, історик і націоналістичний діяч.

## Життєпис
Закінчив сільськогосподарський інститут, а перед вступом до університету закінчив середню сільськогосподарську школу. З четвертого курсу природничого відділу фізико-математичного факультету університету почав кар'єру як старшина-кіннотник в 4-му запасному кавалерійському полку Російської царської армії.
З кінця 1911 року був членом Народної Української Партії, заснованої в 1902 році Миколою Івановичем Міхновським.
Після демобілізації царської армії очолював Студентський Курінь Січових Стрільців — допоміжний курінь який був організований при курені Січових Стрільців на початку січня (за н.ст.) 1918 року для боротьби проти більшовиків та охорони ладу та спокою в місті Києві.
Пізніше професор генетики Московського університету і професор селекції рослин Московського сільськогосподарського інституту. Отримав ступінь доктора біологічних наук (1939), доктор сільськогосподарських наук (1941). Очолював науково-дослідну роботу як заступник директора науково-дослідної частини Науково-дослідного інституту північного зернового господарства в Москві.
Був призначений Російською академією наук[уточнити] старшим інспектором, відповідальний за науково-дослідну роботу в сільськогосподарській дослідній станції організована з метою служіння совхозам (великі радгоспи) в Республіці Казахстані.[відсутнє в джерелі] Як професором рослинництва працював в Ставропольському сільгоспінституті де познайомився з Олесьом Ангелюком, з яким робив спроби створення в Ставрополі українського клубу і видання сільськогосподарської газети українською мовою. Ці задуми не встигли здійснитися — у 1943  р. Олесь Ангелюк був заарештований органами НКВД, звинувачувався у співпраці з Нестором Королем, у написанні антирадянських віршів та агітації серед молоді за приєднання Ставропілля і Кубані до України.
Після Другої світової війни, прибув до США. 14 січня 1978 отримав військову відзнаку «Хрест 60-ліття відродження Українських Збройних Сил УНР» Президією Української Національної Ради. Згідно зі статутом відзнаки, на неї мали право:
...ті вояки, що залишились до кінця вірними Українській Державній Ідеї незалежности й собороности, як також не сплямували своєї вояцької чести ніяким злочинним чи негідним вчинком.
26 листопада 1987, по довгій недузі помер. Похований на цвинтарі св. Андрія в Саут-Баунд-Бруку, Нью-Джерсі, США.
Архів документів Нестора Короля зберігається у бібліотеці Наукового Товариства ім. Шевченка в Америці.

## Творчий доробок
У своїх дослідження Нестор Король вичерпно переконливо у своїй праці «Українське козацтво» привернув увагу до питання українського козацького підґрунтя російської кавалерії і довів що вся кіннота російської армії була формована з українських полків десь із середини XVII століття.
Окремі роботи
- Король Н. Підсумки праці Шепетівського с.г. дослідного поля за 1924–1929 роки, 230 ст., Житомир, 1930.
- Король Н. Соя, ее культура й использование, 164 ст., Москва, 1931.
- Король Н. Арахис, его культура й использование, 160 ст., Москва, 1936.
- Король Н. Джут й освоение его культури в СССР, 56 ст., Москва, 1940.
- Korol N. «Why the Bolsheviks support Lysenko's Genetics[недоступне посилання з липня 2019]». The Ukrainian Quarterly, Vol. 8 № 3, 1952, pp. 246–250, New York.
- Korol N. «Modern Science in the Service of the NKVD». The Ukrainian Quarterly, № 4, 1952, pp. 347–351, New York.
- Korol N. «The Soviet Scholar and Communist Reality». The Ukrainian Quarterly, № 4, 1953, pp. 351–357, New York.
- Korol N. The Introduction of New Plants in Soviet Agriculture: supervision and control. East European Fund. Research Program on the U.S.S.R. Mimeographed Series. no. 41, New York 1953 OCLC 12305123
- Korol N. «New Agricultural Plants as Soviet Self-Sufficiency Policy». The Ukrainian Quarterly, № 2, 1955, pp. 121–129, New York.
- Korol N. «Agriculture in the Zone of Perpetual Frost». Science, 14 October 1955: 122 (3172), pp. 680–682. doi:10.1126/science.122.3172.680
- Korol N. «The discrimination against Ukrainians in USSR in national and political relations», The Ukrainian Quarterly, № 2, 1958, pp. 160–172. New York.
- Korol N. «Los Scientificos sovieticos y la Realidad Comunista», Ucrania Libre, pp. 26–35, Buenos Aires.
- Korol N. The so-called virgin lands of Kazakhstan Papers, Marquette University Slavic Institute, Milwaukee. № 14, 18 pages, 1962
- Король Н. Українське козацтво — родоначальник кінного війська Московії-Росії [Архівовано 4 березня 2016 у Wayback Machine.],  104 ст., Накладом Наукового Товариства ім. Т. Шевченка в Нью-Йорку, Нью-Йорк, 1963.
- Korol N. An Outline of University Education in the Russian Empire — USSR. 38 pages, 1964, New York. OCLC 25429261
- Король Н. Як Павло Скоропадський став гетьманом України: Уривок зі спогадів [Архівовано 28 липня 2014 у Wayback Machine.], 23 ст., Нью-Йорк, 1967
- Король Н. Відновлення суверенности України внаслідок зречення Миколаєм II престола, 18 ст., Нью-Йорк, 1968
- Король Н. «Дранґ нах Остен» і коли він почався. «Наша Батьківщина», 45 ст., Нью-Йорк, 1969 OCLC 9974618
- Korol N. «An Outline of University Education in the Russian Empire». The Ukrainian Quarterly, Vol. 25 № 4, 1969, New York.
- Korol N. An Outline of University Education in the Russian Empire. Ukrainian Congress Committee of America, 1979, New York. (Reprinted from The Ukrainian Quarterly, vol. 25, no. 4, 1969) OCLC 25429261